# Aphyosemion decorsei
 Aphyosemion decorsei és una espècie de peix de la família dels aploquèilids i de l'ordre dels ciprinodontiformes. Va ser descrit el 1904 per Jacques Pellegrin.

## Morfologia
Els adults poden assolir fins a 5 cm de longitud total.

## Distribució geogràfica
Es troba a Àfrica: República Centreafricana i, possiblement també, el nord de la República Democràtica del Congo.